# Christian Jacob Koitsch
Christian Jacob Koitsch (* 13. September 1671 in Meißen; † 21. August 1734 in Elbing) war ein deutscher pietistischer Theologe und Kirchenlieddichter.

## Leben
Christian Jacob Koitsch wurde am 13. September 1671 zu Meißen geboren. Seine Immatrikulation zum Theologiestudium an der Universität Halle fand am 25. August 1696 statt; seine dortigen Lehrer waren Joachim Justus Breithaupt und August Hermann Francke. Als Nachfolger von Jakob Baumgarten (1668–1722), dem Vater Siegmund Jakob Baumgartens, wurde Koitsch nach seinem Studium in Glaucha bei Halle an der Saale Lehrer an den Franckeschen Stiftungen. Von 1700 bis 1705 war er dort am Pädagogium außerdem Inspektor. Danach ging er nach Elbing als Rektor und Professor am dortigen Gymnasium. Als solcher machte er Verdienste um das Gymnasium. In Elbing verstarb er schließlich am 21. August 1734 62-jährig.
Koitsch dichtete geistliche Lieder; zehn davon wurden in das Geistreiche Gesangbuch von Johann Anastasius Freylinghausen aufgenommen.

## Werke
- O Ursprung des Lebens, o ewiges Licht
- Kurze Einleitung in die heilige Schrift Alten und Neuen Testaments durch bequeme Reime, deren jeglicher den Inhalt anzeigt (Zülichau/Leipzig 1730)